# Riforma ortografica della lingua francese del 1878
La riforma ortografica francese del 1878 corrisponde alla pubblicazione della settima edizione del Dizionario dell'Accademia di Francia. Permise di tollerare diverse ortografie e apportò alcune modifiche alla lingua francese.

## Modifiche
- La dieresi è sostituita da accenti gravi o acuti. Ad esempio  "poëte" e "poëme" diventano "poète" e "poème". L'umlaut sopravvive in alcuni nomi propri, come Noël, o nomi comuni, come 'foëne' (scritto anche 'foene').[2]
- L'accento acuto viene aggiunto in diverse parole come "fac-similé" o "alléluia".[3]
- Certe ortografie con "é" sono sostituite da ‹è›, in particolare prima della "g": ‹collége›, ‹Liége›, ‹sége›; ma anche "avénement " o nella coniugazione del verbo "abréger": j'abrège. L'antico uso rimane nella forma invertita della prima persona singolare dell'indicativo presente: aimé-je, pété-je; o nella parola événement, in italiano evento, (anche se questo non riflette la pronuncia).[3]
- I gruppi di lettere etimologicamente greche come chth e phth sono semplificati in cht e pht, ad esempio: "aphthus", "diphthongue" diventano "aphtha" e "diphtongue".[3]
- Alcune y sono sostituite da i, ad esempio: "asyle", "anévrysme", ‹abyme› diventano ‹asile ›, "anévrisme"›, "abîme".[3]
- La mi silenziosa interna in alcuni nomi e avverbi in -ement può essere aggiunta o rimossa, ad esempio: maniement o manîment, remerciement o di remercîment, éternuement o éternûment; ma non vraiment, gentiment, hardiment, ecc.[3]
- Tredici nuove parole composte sono introdotte con contre-, come contrefort, contresens o contrepoison, e altre cinque con entre-, come entrecôte o entresol.[3]